# Антоніо Сепе
Анто́ніо Се́пе (італ. Antonio Sepe, 10 січня 1992, Монтевідео, Уругвай) — уругвайський футболіст з італійським паспортом, захисник футбольного клубу «Потенца».

## Життєпис
Антоніо Сепе народився у Монтевідео. Першим клубом у кар'єрі захисника став італійський «Альбезе», який він залишив у 2012 році та повернувся на Батьківщину, де захищав кольори «Монтевідео Вондерерз» і «Сентраль Еспаньйол». У 2014 році Сепе спробував реанімувати кар'єру в Італії, однак
У серпні 2016 року Сепе уклав угоду з клубом італійської Серії C «Акрагас», кольори якого захищав протягом півтора року, після чого перейшов до лав іншого італійського клубу третього дивізіону — «Катандзаро».